# Alan Davis

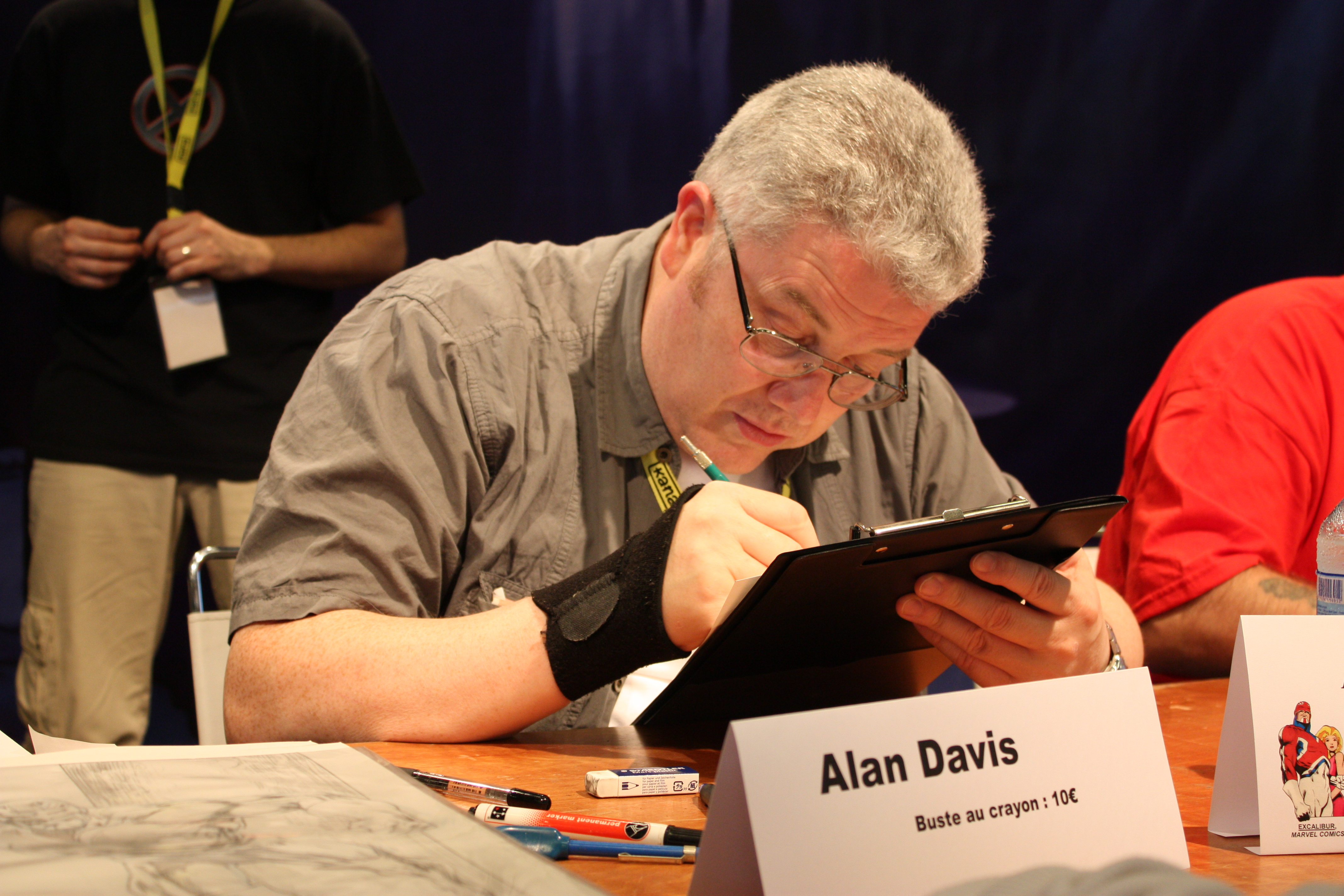
Alan Davis

Alan Davis (* 16. Juni 1956) ist ein britischer Comiczeichner und -autor.

## Leben und Arbeit
Davis begann in den späten 1970er Jahren als hauptberuflicher Comiczeichner zu arbeiten, nachdem er zuvor bereits als Laienkünstler für diverse englische Fanzines gearbeitet hatte. Seine erste veröffentlichte Arbeit, der Comicstrip "The Crusader", erschien schließlich in der Comiczeitschrift Frantic Magazine.
Seinen künstlerischen Durchbruch erlebte Davis schließlich mit der Reihe "Captain Britain", die in der Serie The Mighty World Of Marvel erschien (#7–16). Später kam es zu Neuabdrucken als Captain britain Monthly #1–14. Zu Alan Moore, der den Autorenjob für Captain Britain übernahm, knüpfte Davis dabei nicht nur eine langjährige, enge berufliche Beziehung, sondern auch enge private freundschaftliche Bande. Gemeinsam mit Moore entwickelte Davis die Reihen "D.R." und "Quinch" in der britischen Zeitschrift 2000AD veröffentlicht wurden. Ebenfalls dort erschien "Harry Twenty on the High Rock" (#287–307).
1985 begann Davis auch Aufträge für US-amerikanische Verlage zu übernehmen: Seine erste "amerikanische Arbeit" war dabei das Engagement als Stammzeichner für die von Mike W. Barr verfasste Serie Batman and the Outsiders (#22–36), das er als Nachfolger von Jim Aparo wahrnahm. Die gemeinsame Arbeit mit Barr an Batman erwies sich dabei als derart populär, das beide Künstler 1986 mit der Gestaltung der Batman-Hauptserie Detective Comics (#569–575) betraut wurden. Davis verließ die Serie schließlich 1987 aufgrund von künstlerischen Differenzen mit dem Editor der Serie und wurde mitten in der vierteiligen Geschichte "Batman: Year Two" durch den Zeichner Todd McFarlane ersetzt.
Im selben Jahr begann Davis für DCs Konkurrenten Marvel Comics zu arbeiten: In den folgenden Jahren zeichne er, meist von Autor Chris Claremont verfasste, Geschichten für die Serien new Mutants (#2–3) und Uncanny X-Men (# 213, 215; Annual #11). Darüber hinaus rief Davis, ebenfalls mit Claremont, die Serie Excalibur ins Leben. Davis zeichnete dabei die Ausgaben #1–24 und #42, seine Zeichnungen an diesem Projekt wurden dabei von den Tuschern Paul Neary und Mark Farmer überarbeitet.
In den 1990er Jahren zeichnete Davis die Miniserie JLA: The Nail (1998) und den One-Shot Batman: Full Circle (1991) für DC, sowie verschiedene Ausgaben dem Superhelden-Klassiker The Avengers (#38–43, 63), sowie die beiden X-Men-Serien X-Men (#85–99; Annual 1999) und Uncanny X-Men (#360–380). Mit ClanDestine schuf Davis 1994 als Autor und Zeichner erstmals eine Reihe die gänzlich sein eigenes Werk war.
2002 zeichnete Davis für Marvel die Comicadaption des Kinofilms Spider-Man, außerdem zeichnete er 2002/2003 eine sechsteilige Miniserie über den Charakter Killraven vor, dem ein weiterer Run an Uncanny X-Men (#444–447, 450–451, 455–459, 462–463), sowie die von 2006 bis 2007 veröffentlichte sechsteilige Miniserie Fantastic Four: The End folgten. Für DC schuf er zu dieser Zeit die Miniserien Superboy's Legion (2001; #1–2) und JLA: Another Nail (2004; #1–3). Für 2008 hat Davis eine Wiederaufnahme seiner Arbeit an Clandestine angekündigt.
| Personendaten    | Personendaten                           |
| ---------------- | --------------------------------------- |
| NAME             | Davis, Alan                             |
| ALTERNATIVNAMEN  | Davis, Alan Thomas (vollständiger Name) |
| KURZBESCHREIBUNG | britischer Comiczeichner und -autor     |
| GEBURTSDATUM     | 16. Juni 1956                           |